# Passo de Camaragibe
Passo de Camaragibe este un oraș în statul Alagoas (AL) din Brazilia.